# Louis Vuillermoz (corniste)
Pour les articles homonymes, voir Vuillermoz et Louis Vuillermoz (homonymie).
Ne doit pas être confondu avec Édouard Vuillermoz.
Louis Vuillermoz, né Henri Louis Édouard Vuillermoz à Paris (18e arrondissement) le 6 mars 1898 et mort dans le même arrondissement le 31 mars 1953, est un corniste français.

## Biographie
Premier fils du célèbre corniste Louis Édouard Vuillermoz, qui abandonnera le premier prénom Louis au profit du deuxième Édouard après la naissance de son fils, Louis Vuillermoz étudie le cor comme son père et devient musicien professionnel.
Il obtient en 1922 un premier prix de cor dans la classe de François Brémond au conservatoire de Paris.
Il occupe le poste de corniste à l’Opéra-Comique et joue également aux côtés de son père dans plusieurs orchestres radiophoniques comme le Petit Parisien, Le Poste colonial, et Radio Tour Eiffel.
Il perfectionne les premiers cors doubles en fa et en si bémol ou en ut de fabrication française avec Jérôme Thibouville-Lamy dans les années 1925 avec un troisième piston ascendant ou descendant, qui connaitra un succès en France.
Ce modèle est amélioré après 1930 avec le facteur Henri Selmer Paris.

« Mon fils Louis est le promoteur en France du cor double en fa et en si bémol ou en ut avec troisième piston descendant ou ascendant, qui combine toutes les gammes de notes graves et aiguës et dont l'utilisation pratique ne bouleverse en rien la technique du cor. Cet instrument est capable de rendre les plus grands services aux cornistes - je l'ai moi-même adopté, et il sera sûrement utilisé exclusivement pendant quelque temps... »

— Édouard Vuillermoz